# Disputa de Barcelona

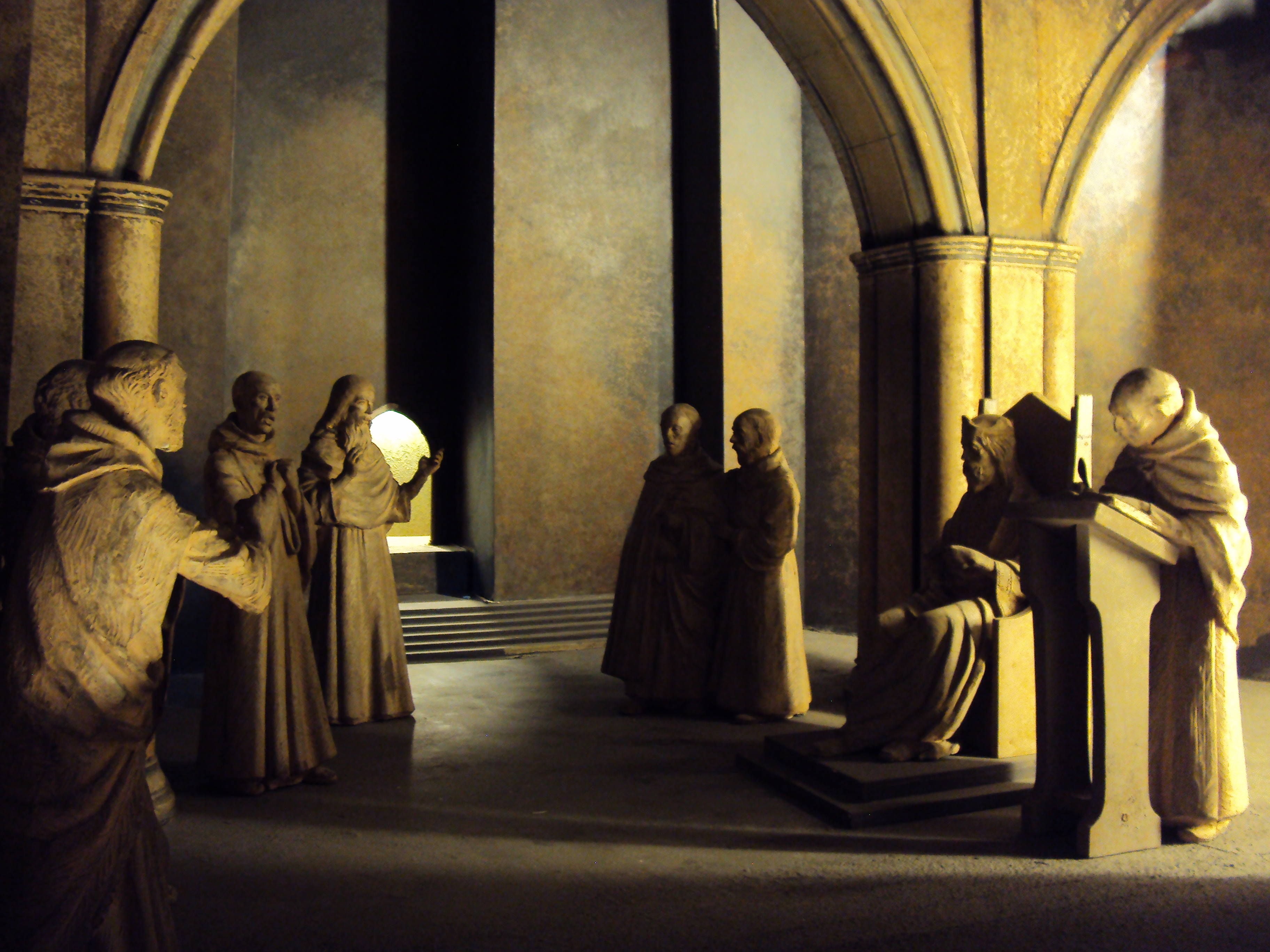
Representación de la Disputa de Barcelona, Museo de la Diáspora Judía

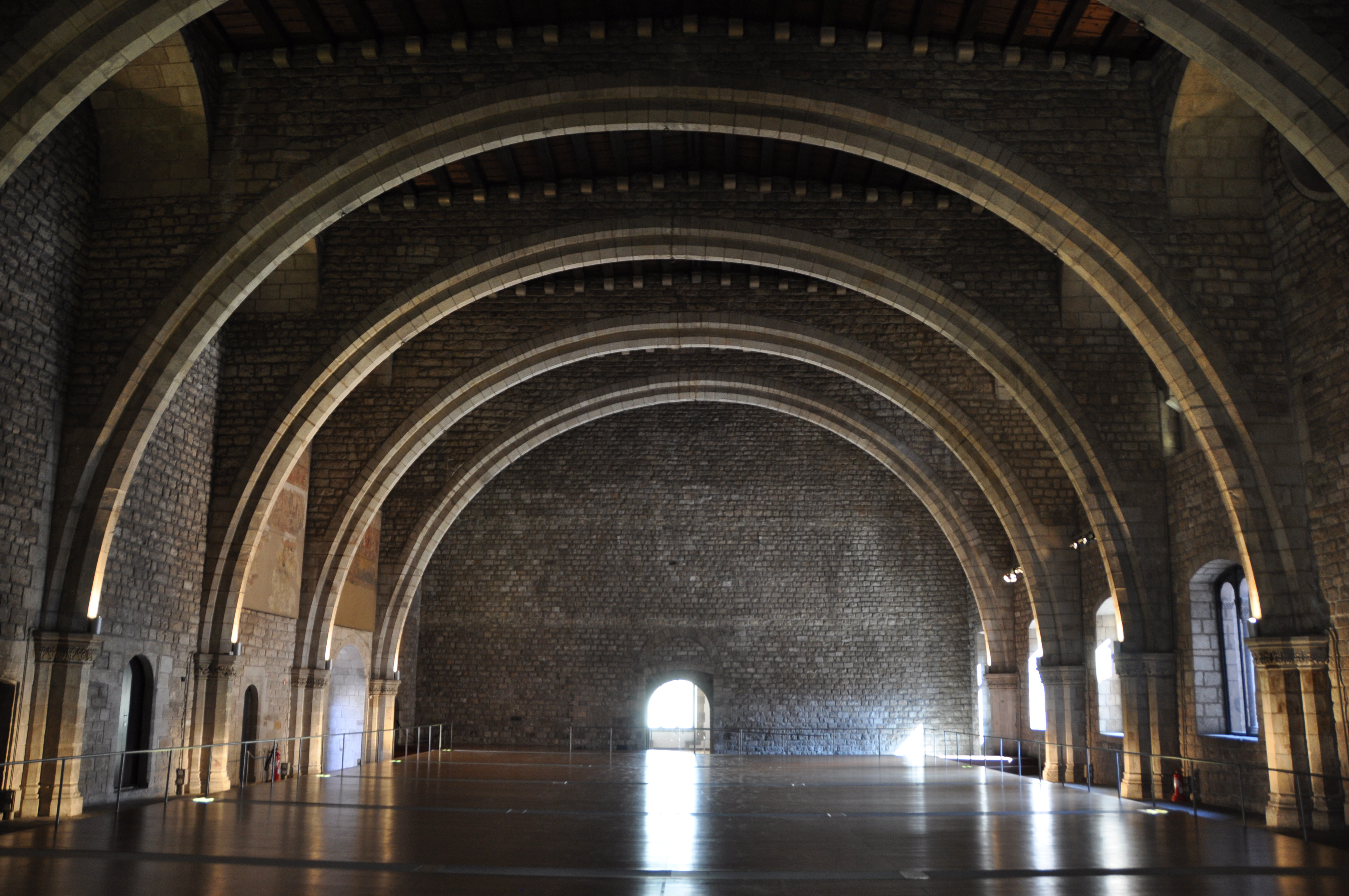
Salón del Tinell, Palacio Real Mayor, donde tuvo lugar la disputa

La disputa de Barcelona fue una confrontación dialéctica de signo religioso que tuvo lugar en el Palacio Real Mayor de Barcelona entre el 20 de julio y el 8 de agosto de 1263, protagonizada por el fraile dominico Pablo Christiani (Pau Cristià) y el rabino y filósofo judío gerundense Nahmánides (en catalán, Bonastruc ça Porta; en hebreo, Moshé ben Nahmán, conocido más por el acrónimo Rambán).

## Historia
Pau Cristià (o Pablo Christiani) era un rabino convertido al catolicismo, que había ingresado en la orden dominica. En sus estudios de antiguos comentarios bíblicos judíos (midrashim) creía haber encontrado unos pasajes que hablaban del nacimiento del Mesías como un hecho del pasado, los cuales podrían ser pruebas del origen del cristianismo. Por ello, denunció "la mala fe de las autoridades judías", supuestas conocedoras de este hecho, las cuales lo habrían ocultado deliberadamente. Con el apoyo del rey Jaime I de Aragón, se requirió la asistencia de la máxima autoridad religiosa judía de la época, Nahmánides. Se celebraron entonces unas sesiones de polémica entre las dos religiones. 

## Obertura
La disputa decretada fue organizada por Raimundo de Peñafort, superior de Christiani y confesor de Jaime I. Christiani había estado predicándole a los judíos de la Provenza. Confiando en la reserva que su adversario se vería obligado a guardar por temor a incurrir en la ira de los dignatarios cristianos, Christiani le aseguró al rey que podía demostrar la verdad del cristianismo a partir del Talmud y otros escritos rabínicos. Nahmánides cumplió con la orden real, pero estipuló que debía otorgársele completa libertad de expresión.
La disputa tuvo lugar ante la corte real del rey Jaime I de Aragón (1263), quien garantizó y afirmó la libertad de expresión del portavoz judío Nahmánides. Este último tomó ventaja plena de esta oportunidad y habló con una honestidad notable. Esto condujo a una confrontación genunina entre cristianismo y judaísmo en la que se pudieron sacar a la luz las verdaderas diferencias fundamentales entre las dos religiones. La disputa tuvo lugar con el apoyo de las autoridades eclesiásticas y los generales de las órdenes dominicas y franciscanas, en tanto que el rey Jaime presidió sobre algunas sesiones y tomó un papel activo en la disputa. Los dominicos Raimundo de Peñafort, Raimundo Martí, y Arnoldo de Segarra, y el general de la orden franciscana del reino, Pedro de Janua, se encontraban entre los disputantes cristianos, en tanto que Nahmánides era el único representante del lado judío. Las cuatro sesiones de la disputa tuvieron lugar los días 20, 27, 30 y 31 de julio de 1263 (o según otros cálculos, los días 20, 23, 26 y 27 de julio).

## Actas
Aunque la disputa es descrita a menudo como un debate religioso, implicando un intercambio abierto de puntos de vista, fue de hecho un encuentro proselitista cuidadosamente planeado, y con reglas básicas estructuradas, de acuerdo con las cuales la discusión se había de basar completa y exclusivamente en textos rabínicos. En contraste con los debates más tradicionales entre cristianos y judíos, Fray Pablo no tenía intención de citar textos bíblicos como pruebas ni argumentos basados en la razón sino demostrar que las propias fuentes rabínicas reconocen las principales verdades cristianas. El debate giró en torno a las siguientes cuestiones:
1. si el Mesías había aparecido o no
2. si, según las Escrituras, el Mesías era un ser divino o humano
3. si el Mesías estaba destinado a sufrir y morir
4. si con el advenimiento del Mesías, la ley y rituales judíos habían perdido su fuerza, y en consecuencia si los judíos o los cristianos tenían la verdadera fe.

Si bien estas cuatro afirmaciones no eran nuevas, respaldarlas citando fuentes rabínicas fue innovador. Además, esta táctica significaba que la fe cristiana no podía ser cuestionada en esta disputa. Así pues, desde el punto de vista cristiano, una victoria total del rabino significaría solo que las fuentes rabínicas no podían utilizarse para probar las verdades cristianas, lo que difícilmente sería problemático para el lado cristiano, mientras que el éxito del fraile significaría un golpe devastador para los judíos españoles, y de hecho para todos los judíos europeos.
No se sabe con precisión qué sucedió durante los cuatro días de la disputa, ya que la información que se conoce al respecto proviene de dos relatos contradictorios, uno cristiano y el otro judío. 
Frente a la acusación de ocultar la llegada del Mesías, el rabino replicó que para el judaísmo tal llegada no se había producido, porque no se habían cumplido los parámetros que señalaban las profecías para la llegada del Mesías: no se había conseguido la paz universal, los judíos no habían sido llamados a la tierra prometida y no se había reconstruido el Templo de Salomón.

### ¿Había aparecido el Mesías?
Basado en varios pasajes agádicos, Christiani argumentó que los sabios fariseos creían que el Mesías había vivido durante el período talmúdico y que, por tanto, debían haber creído que el Mesías era Jesús.

Nahmánides respondió que las interpretaciones de Christiani de los pasajes talmúdicos eran de por sí distorsiones: los rabinos no insinuarían que Jesús era el Mesías al tiempo, se le oponían explícitamente:
"¿Pretende decir que los sabios del Talmud creían en Jesús como el mesías y creían que es tanto humano como divino, como lo afirman los cristianos? Sin embargo, es bien sabido que el incidente de Jesús tuvo lugar durante el período del Segundo Templo. Nació y fue asesinado antes de la destrucción del Templo, mientras que los sabios del Talmud, como R. Akiba y sus asociados, aparecieron después de esta destrucción. Los que compilaron la Mishná, Rabbi y R. Nathan, vivieron muchos años después de la destrucción. Más aún lo hizo R. Ashi, quien compiló el Talmud, y que vivió unos cuatrocientos años después de la destrucción. Si estos sabios creían que Jesús era el Mesías y que su fe y religión eran verdaderas y si escribieron estos cosas sobre las cuales fray Pablo intenta probar esto, entonces, ¿cómo entonces permanecieron en la fe judía y en su práctica previa? Pues fueron judíos, permanecieron en la fe judía toda su vida y murieron judíos, ellos y sus hijos y sus estudiantes que escucharon su enseñanzas. ¿Por qué no se convirtieron y se tornaron a la fe de Jesús, como lo hizo fray Pablo? ... Si estos sabios creían en Jesús y en su fe, ¿cómo es que no hicieron lo que hizo fray Pablo, que comprende sus enseñanzas mejor que ellos mismos?"
Nahmánides señaló que las promesas proféticas de la Era Mesiánica, un reino de paz y justicia universales, aún estaban por cumplirse. Nahmánides también argumentó que desde que apareciera Jesús de Nazaret, el mundo seguía lleno de violencia e injusticia, y entre todas las religiones, afirmó que eran los cristianos los más belicosos. Afirmó que las cuestiones sobre el Mesías eran de menor importancia dogmática para los judíos de lo que la mayoría de los cristianos imaginaban, pues era más meritorio para los judíos observar los preceptos de la Torá bajo un gobernante cristiano, mientras se encontraban en el exilio y sufrían humillaciones y abusos, que bajo la regla del Mesías, cuando todos obrarían forzosamente de acuerdo con la Ley.

### ¿Es el Mesías un ser divino o humano?
Nahmánides demostró a partir de numerosas fuentes bíblicas y talmúdicas que la creencia judía tradicional (rabínica) era contraria a los postulados de Christiani, y mostró que los profetas bíblicos consideraban al futuro mesías como un ser humano, una persona de carne y hueso, sin atribuirle atributos divinos.
"[... parece muy extraño que ...] el Creador del Cielo y la Tierra recurriera al vientre de cierta dama judía, creciera allí durante nueve meses y naciera como un bebé, y luego creciera y fuera traicionado a manos de sus enemigos que lo sentenciaron a muerte y lo ejecutaron, y que luego ... resucitara y regresara a su lugar original. La mente de un judío, o la de cualquier otra persona, simplemente no puede tolerar estas afirmaciones. Si has escuchado toda tu vida a los sacerdotes que han llenado tu cerebro y la médula de tus huesos con esta doctrina, y se ha asentado en ti debido a ese hábito de costumbre, [diría que si estuvieras escuchando estas ideas por primera vez, ahora, como adulto], nunca las hubieras aceptado."
Según un reporte de Nahmánides,
Fray Pablo afirmó: "He aquí el pasaje de Isaías, capítulo 53, relata la muerte del Mesías y cómo iba a caer en manos de sus enemigos y cómo fue puesto junto a los impíos, como le sucedió a Jesús. ¿Crees que esta sección habla del mesías?

Le dije: "En términos del verdadero significado de la sección, solo habla del pueblo de Israel, al que los profetas suelen llamar 'Israel mi siervo' o 'Jacob mi siervo'".

### Conclusión
Como se dijo antes, la información que se conoce respecto a la disputa proviene de dos relatos contradictorios. El primero es un texto en latín más bien escueto que proclama la victoria cristiana absoluta, y concluye con la huida ignominiosa de Nahmánides. El segundo es un relato hebreo mucho más completo y dramático, escrito por el mismo Nahmánides. El rabino se describe a sí mismo como demoliendo todos los argumentos presentados por su adversario sobre la base de los argumentos rabínicos. Además, se describe a sí mismo como eludiendo las reglas preimpuestas, y discutiendo regularmente textos bíblicos, y defendiendo la racionalidad de los puntos de vista judíos y la irracionalidad de las creencias cristianas. Según su propio relato, Naḥmánides no se habría limitado a controvertir las afirmaciones de Cristià, sino que atacó incoherencias lógicas en el dogma cristiano en relación con la naturaleza de la Divinidad. Algunas de sus frases sugerían la destrucción futura de la cristiandad. Se refirió con desprecio al destino de Jesús, quien fue perseguido en vida y se ocultó de sus perseguidores. Roma, arguyó Nahmánides, había sido un poderoso imperio antes del nacimiento de Jesús, pero declinó tras adoptar el cristianismo, "y ahora los siervos de Mahoma tienen un reino más grande que ellos." Nahmánides también hizo el punto de que "desde el tiempo de Jesús hasta el presente el mundo ha estado lleno de violencia e injusticias, y los cristianos han derramado más sangre que todos los otros pueblos." Atacó también el concepto de la combinación de atributos humanos y divinos en Jesús.
Nahmánides describe al fraile en su relato como torpe, mientras se muestra a sí mismo como culto e ingenioso, y al rey como un observador decente y relativamente objetivo. Según Nahmánides, los judíos residentes en Barcelona, temiendo el resentimiento de los dominicos ante estas críticas, le suplicaron que se retirara, pero el rey, a quien Nahmánides había informado sobre los temores de los judíos, le pidió que continuara. Un número de eclesiásticos que veían el destino al que se tornaba el debate urgieron a que se le diera fin tan pronto como fuera posible. Debido a esto, nunca tuvo una conclusión formal. De acuerdo con el relato en latín de las actas, la disputa terminó porque Nahmánides huyó de la ciudad prematuramente. De hecho, según Nahmánides, se quedó en Barcelona alrededor de una semana tras la suspensión del debate para poder estar presente en la Sinagoga Mayor de Barcelona, posiblemente una de las sinagogas más antiguas de Europa, durante el Sabbat siguiente, cuando un sermón conversionista debía predicarse. El rey también asistió a la sinagoga y se dirigió a los congregantes judíos allí, "algo inaudito durante la Edad Media," declarando que nunca antes había escuchado "una causa injusta tan noblemente defendida". A Naḥmánides se le permitió replicar en esta ocasión. Al día siguiente, Jaime I, quien por supuesto no podía declarar victorioso al rabino, le habría otorgado a Nahmánides un premio de 300 sólidos, y este habría regresado a su casa.
Sea cual fuere el caso, con la suspensión la disputa quedó en tablas, pese a que ambos contendientes creían haber demostrado tener la razón. Pau Cristià relató por escrito lo acontecido en las sesiones, redactadas en latín y avaladas por el sello real. Nahmánides hizo lo propio, escribiendo en hebreo y, aunque su relato fue quemado por orden del rey, sobrevivieron unas copias, que se expandieron por las diversas comunidades judías de Occidente.

## Consecuencias
Según Robert Chazan, al analizar las actividades posteriores de las dos partes es razonable afirmar que los partes de victoria presentados tanto en el relato cristiano como en el judío fueron exagerados en los dos casos. Por una parte, la afirmación cristiana respecto a la humillación de Nahmánides es claramente infundada, y no hay evidencia de que la disputa haya llevado a alguna conversión al catolicismo. Por el contrario, como se describe luego, hay evidencia considerable de que hubo un reconocimiento por parte de los cristianos respecto a las deficiencias en la argumentación de Fray Pablo. De igual forma, la afirmación de que Nahmánides había demolido totalmente el caso presentado por Fray Pablo y lo había expuesto como un tonto es desmentida por el hecho de que Fray Pablo continuó predicando su mensaje, ganando de hecho el apoyo del rey Luis IX de Francia para organizar otra gran disputa con rabinos en París a finales de la década.
Como fuere, la disputa tuvo consecuencias de gran alcance. En primer lugar, incitó al dominico Raimundo Martí a idear un mejor método para brindar interpretaciones cristológicas a la agadá. En 1280, Martí concluyó su libro Pugio Fidei, que en adelante fue utilizado indistintamente por todos los apologistas cristianos en sus críticas al judaísmo. El renovado método de Martí incluía extensas y numerosas citas rabínicas, traducidas escrupulosamente al latín, y análisis mucho más sofisticados de los materiales rabínicos, así como una gama de cuestiones mucho más amplia.
Por otra parte, el rey Jaime I brindó apoyo a las actividades misioneras en todo el reino y en consecuencia los judíos se vieron obligados a la fuerza a escuchar sermones predicados por los frailes dominicos, incluso en sus propias sinagogas. Los dominicos emitieron una orden entre el 26 y el 29 de agosto del mismo año ordenando a los judíos que borraran de sus copias del Talmud cualquier pasaje que vilipendiara a Jesús y María. De no hacerlo, serían sancionados con una multa y se quemarían los libros que no hubiesen sido censurados como era requerido. La Mishné Torá de Maimónides también fue condenada a ser quemada debido a las referencias a Jesús en el capítulo sobre las leyes de la realeza al final de la obra.
Posteriormente, el obispo de Gerona obtuvo una copia del relato del mismo Naḥmánides sobre la disputa. Quizás a través de su agencia, se instituyeron procedimientos contra Naḥmánides en 1265 ante el tribunal de la Inquisición bajo el cargo de que había blasfemado contra Jesús. La intención de Jaime I de sentenciarlo a dos años de destierro y de condenar a la hoguera su trabajo en la disputa evidentemente no satisfizo a los dominicos. Entonces ordenó que el caso fuera juzgado personalmente ante él, con la intención de que se aplazara hasta que disminuyera el fanatismo. En cualquier caso, Nahmánides dejó Aragón para no regresar nunca más, y en 1267 se instaló en Palestina. Allí fundó una sinagoga en la Ciudad Vieja de Jerusalén, la Sinagoga Rambán. Es una de las sinagogas más antiguas de Jerusalén. 
Las órdenes mendicantes militantes actuaron como el instrumento de la iglesia en esta guerra contra el judaísmo. Fue a petición de los frailes que el papa Clemente IV ordenó al arzobispo de Tarragona recoger todos los libros judíos del Reino de Aragón y entregarlos a los dominicos y franciscanos para su examen, y Pau Cristià fue recomendado como asistente confiable y capaz para esta tarea. La bula Turbato Corde, también escrita por Clemente, se convirtió en la base de la política de la Inquisición para enjuiciar a los presuntos judaizantes, y también puede considerarse como resultado de la disputa. 
El evento sirvió como inspiración para el libro de Hyam Maccoby, The Disputation. Este libro fue convertido en una serie de televisión en 1986 del Channel 4, protagonizado por Christopher Lee, Bob Peck y Alan Dobie.